# Севрук Михайло Іванович
Михайло Іванович Севрук (нар. 1 вересня 1950, Радомишль, Житомирська область, Українська РСР) — відомий музикант, гобоїст, педагог, займається композиторською і диригентською практикою, колишній соліст симфонічного оркестру Національної телерадіо компанії України, викладач класу гобоя Київського музичного училища ім. Р. М. Глієра. Проживає і працює у Празі в музичному коледжі, займається концертною діяльністю.     

## Життєпис
1961—1966 навчався в Радомишлі в музичній школі (кл. В. І. Зайця, В. І. Москаленка). В 1967 році успішншо склавши вступниі іспити був зарахований до Житомирського музичного училища імені. В. С. Косенка, де вивчав гру на гобої в класі І. М. Мостового, В. Ф. Носкова, В. І. Карамишева, та диригування в Д. І. Сірого. В роках 1968—1970 проходив військову службу у військовому духовому оркестрі у місті Овручі(військовий диригент майор Відомський Г.В). Після закінчення музучилища поступив у 1973 р. до Київської Державної консерваторії ім. П. І. Чайковського, де навчався по класу гобоя у видатного педагога гобоїста автора багатьох творів з історії, методики та розвитку гобоя, вченого -музикознавця професора Носирєва Є. Р.

## Творча праця
В студентські роки, а саме від 1975 року працює артистом духового оркестру при Київському об'єднанні музичних ансамблів під керівництвом художнього керівника і диригента, педагога по класу труби Косякова М. Б.
З 1976—1995 року артист Заслуженого симфонічному оркестру Держтелерадіо України під керівництвом Народного артиста України, професора В. Б. Гнєдаша і народного артиста України Сіренка В. Ф. За роки праці в симфонічному оркестрі мав практичну можливість ознайомитись та виконувати в концертах і при звукозапису музичні твори різноманітних авторів, жанрів, епох. Саме у фонд Українського радіо і телебачення за його участі записані сотні годин музики. Як член симфонічного оркестру брав участь у звукозапису музики до кінофільмів на Київській кіностудії ім. Олександра Довженка. Протягом творчої праці в оркестрі співпрацював з визначними диригентами сучасності: Турчак С. В., Гнєдаш В. Б., Блажков І. І., Кожухар В.М, Глущенко Ф. І., Гамкало І., А.Власенко, С.Власов, С.Госачинський, А.Білошицький, Є.Дущенко, В.Сіренко, В.Здоренко та інші.
В роках 1991—1995 у складі симфонічного оркестру Держтелерадіо України під керівництвом Володимира Сіренка неодноразово відїзжав на гастрольне турне по Європі: Німеччина, Іспанія, Португалія, Франція, Італія та ін. Оркестр грав концерти майже у всіх престижних залах європейських столиць.

## Педагогічна праця
Паралельно з оркестровою працею гобоїста та асистента диригента працював викладачем першої Київської дитячої музичної школи ім Я. Степового, а від року (1980—1995) викладачем класу гобоя в Київському музичному училищі ім. Р. М. Гліера. Серед його учнів: соліст і концертмейстер групи гобоїв Національного Академічного симфонічного оркестру України Генадій Кот, соліст і концертмейстер групи гобоїв симфонічного оркестру Національної телерадіо компанії Ігор Болбот, викладач музичної академії ім. П. І. Чайковського Сергій Кононов, педагоги — А.Кисілєвський, С.Чистота, М.Любар, С.Виноградов, Ю.Кірпіков та інші. Після переїзду до Чехії з 1995 займається педагогічною і концертною діяльністю.В Чехії працюючи на педагогічній роботі  М.Севрук підготував ряд молодих виконавців на гобої, які стали лауреатами  перших премій.В 1999 році Анна Крчалова стала лауреатом першої премії в конкурсі яке проводило Міністерство освіти Чеської республіки.Лауреатом першої премії згодом став і Домінік Бунц, який закінчив Празьку консерваторію і є студентом Празької музичної академії ім.Б.Мартіну.Паралельно з навчанням він працює артистом Симфонічного оркестру Пльзенської філармрнії і є концертмейстером групи гобоїв, а також  членом оркестру  Празької Фільмової філармонії. М.Севрук активний музикант, грає солові концерти і в складі різноманітних камерних ансамблів. Автор методичних посібників, етюдів і творів для гобоя, флейти, фортепіано, труби, різноманітних камерних ансамблів.